# Steinsburgmuseum

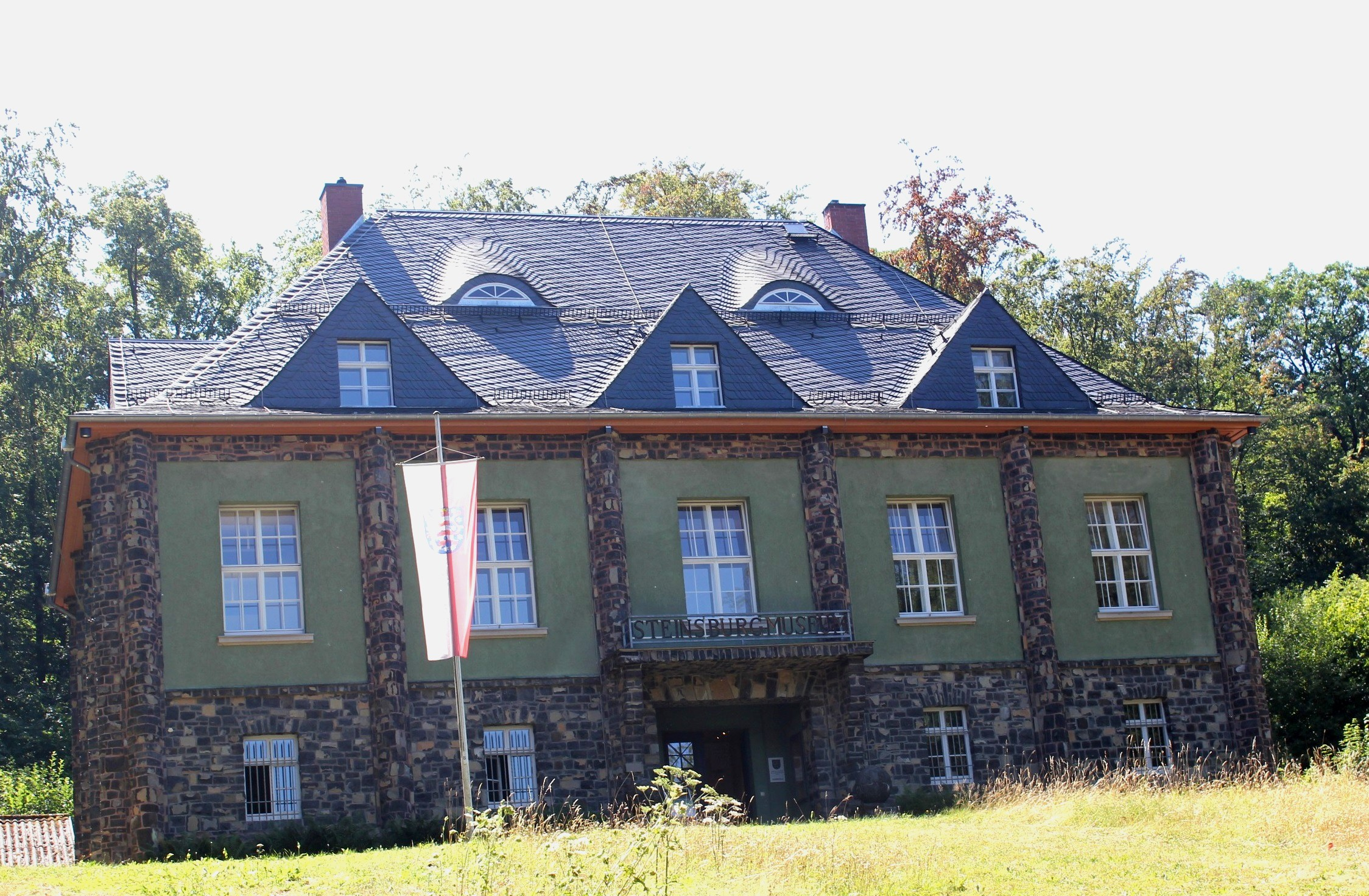
Außenansicht des Steinsburgmuseums

Das Steinsburgmuseum ist ein Museum für die Ur- und Frühgeschichte Südthüringens. Es ist eine Zweigstelle des Museums für Ur- und Frühgeschichte Thüringens und befindet sich im Römhilder Ortsteil Waldhaus zwischen dem Großen und dem Kleinen Gleichberg.

## Geschichte und Beschreibung

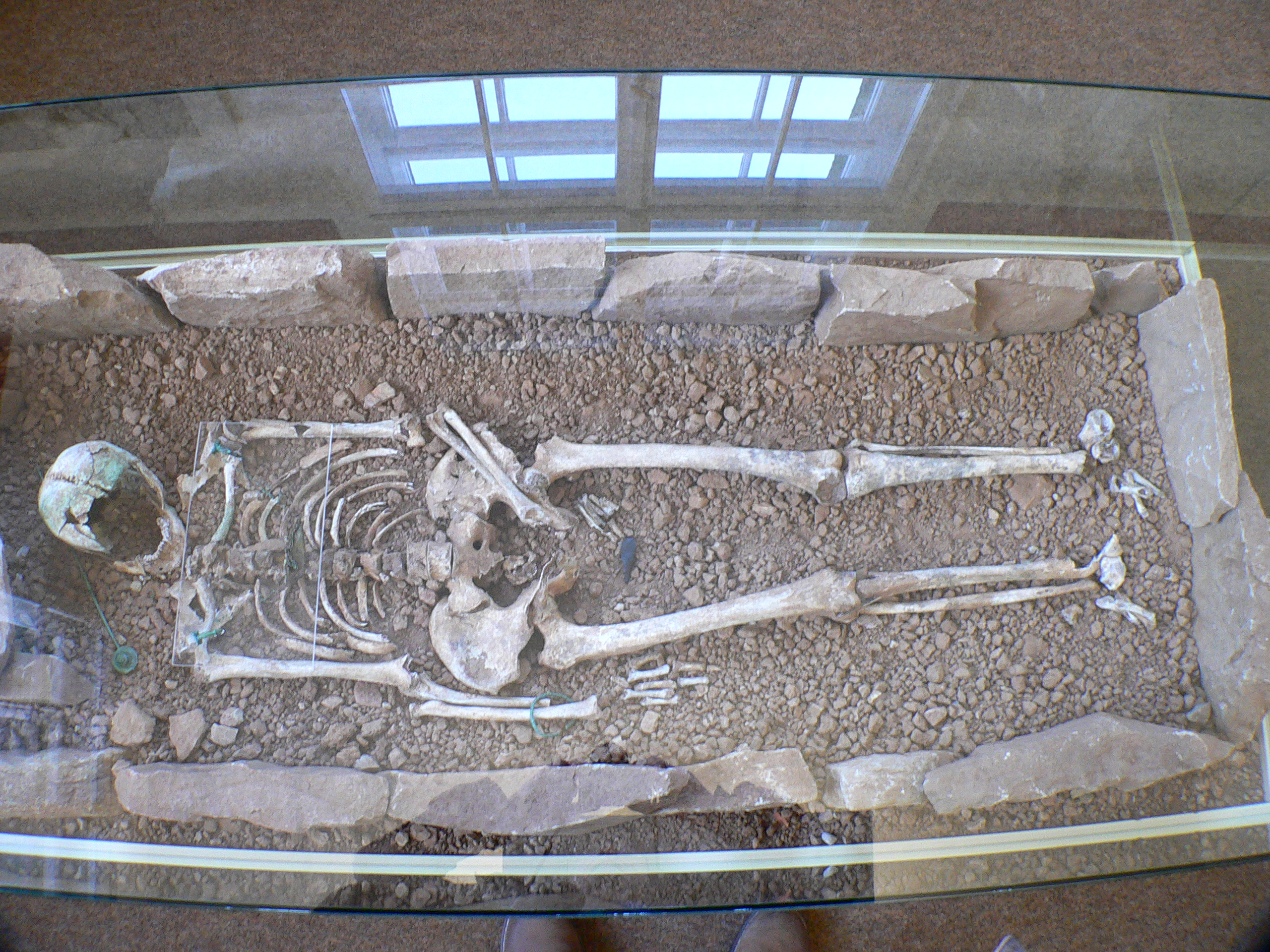
Körperflachgrab aus der Latènezeit

Das Museum wurde 1929 auf private Initiative von Christian Heurich gestiftet und erbaut. Alfred Götze war der erste Direktor und Leiter der ersten Ausgrabungen am Kleinen Gleichberg.
Die Dauerausstellung des Steinsburgmuseums ist chronologisch geordnet. In 5 Räumen wird auf 180 m² Ausstellungsfläche die Ur- und Frühgeschichte Südthüringens behandelt. Bedeutende Exponate sind u. a. die archäologischen Funde aus den Ausgrabungen des keltischen Oppidums Steinsburg und ein rekonstruiertes Flachgrab aus der Latènezeit, einem Fund aus Einhausen bei Meiningen.
Das Steinsburgmuseum ist zudem erstes Etappenziel des Keltenerlebnisweges. Dieser 196 km lange Kulturwanderweg beginnt in Römhild und führt zu aufgedeckten Zeugnissen und Spuren der keltischen Bevölkerung zu den Gleichbergen und den Haßbergen, durch das Maintal und den Steigerwald nach Bad Windsheim.